# A&Mレコード
A&Mレコード（エー・アンド・エム・レコード、A&M Records）は、米ユニバーサル ミュージック グループ内のインタースコープ・ゲフィン・A&Mレコード傘下のレコードレーベル。
元々は1962年にハーブ・アルパートとジェリー・モスが「A」はアルパート、「M」はモスの頭文字（Alpert & Moss）から命名して設立。会社は1989年にイギリスのポリドール社に買収されたのちも数々のヒット曲を量産した。1998年に当時ユニバーサルスタジオを傘下に持っていたカナダの酒造メーカーであるシーグラム（現：（仏）ペルノ・リカール）がエンターテイメント産業強化の一環として親会社ポリドールを買収し、A&Mも傘下となった。しかし、1年後の1999年にシーグラムが破綻しフランスのヴィヴェンディが資産を継承し、ユニバーサルをブランドとして全面に出したユニバーサル ミュージック グループに組み入れられ、現在、A&Mはレコードレーベル（レコードブランド）としてのみ使用されている。

## 歴史

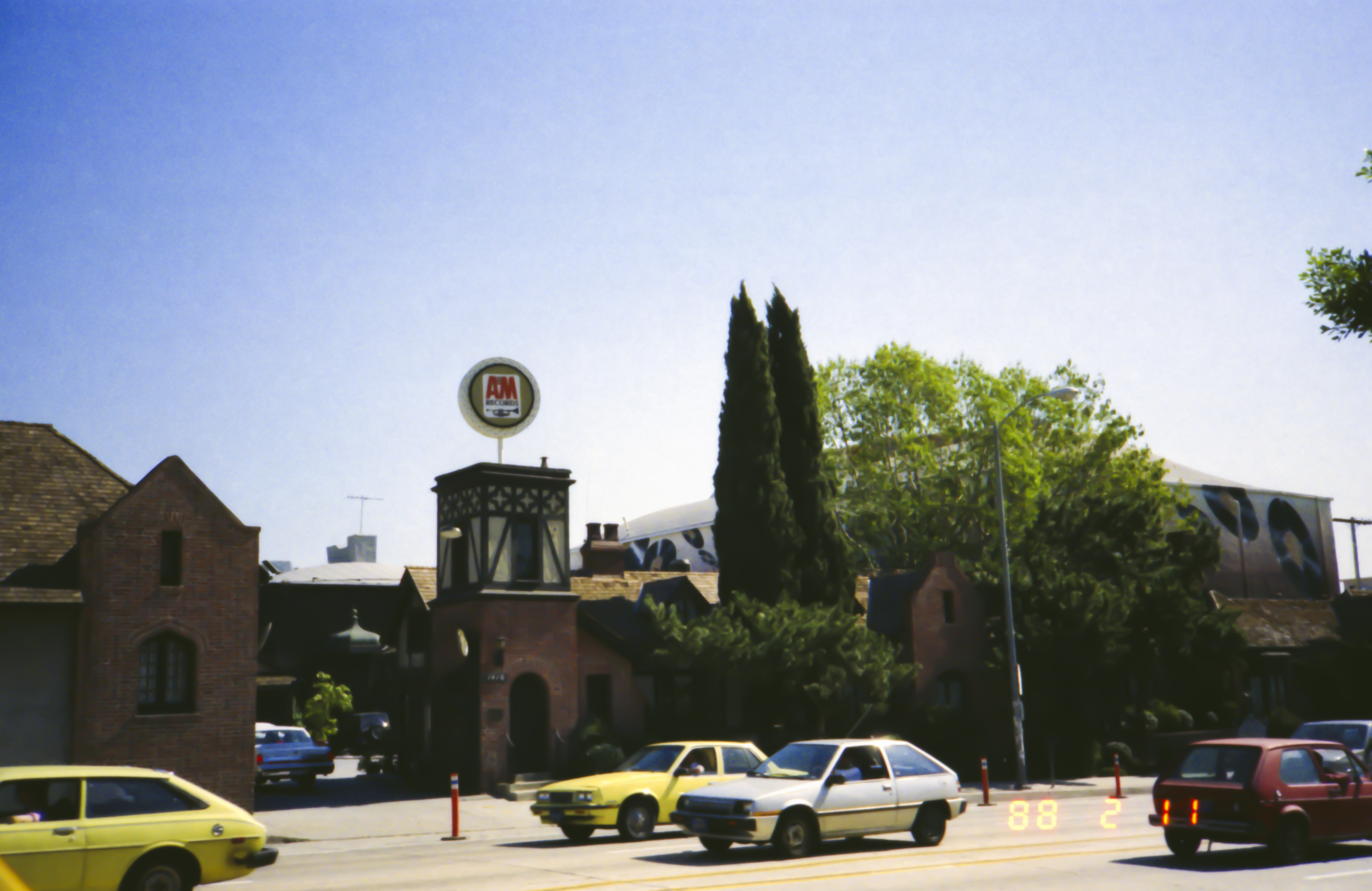
A&M Studios Main Gate 1988

当初はハーブ・アルパート自身のレコードを発売するために設立され、メキシコのマリアッチとアメリカン・ポップスを融合させた“アメリアッチ”で人気を集めた。
1965年、クリス・モンテスがA&Mレコードに移籍。アルパートのすすめにしたがい、モンテスはペトゥラ・クラークが同年に発表した「コール・ミー」をカバー。同作品と、つづくシングル「The More I See You」がビルボード・イージーリスニング・チャートの2位をともに記録。これらのヒットによりモンテスはソフト・ポップス路線を確立した。翌1966年にはセルジオ・メンデスが移籍。同年から1968年にかけて「セルジオ・メンデス&ブラジル'66」名義で発表した4枚のアルバムのうち3枚がBillboard 200のトップ10にランクインし、一時代を築いた。
1960年代後半になると、スワンプ・ロックにも手を広げると共に、イギリスの新興レーベルであるアイランド・レコードの米国配給権を得るなど、ブリティッシュ・ロックの新しい流れにも積極的に取り組んだ。
1970年代にはカーペンターズのヒットによってレコード会社としての地位を固めると共に、ピーター・フランプトンやポリスなども扱う総合レーベルへと躍進した。
1993年にはポリグラム（現：ユニバーサルミュージック）傘下となった。そのため、日本でもポリグラム傘下のポリドールに販売権を移行。現在はユニバーサルミュージック内の事業再編により、法人としては旧MCAと合併したインタースコープとなったが、レーベルとしてのA&Mは残っている。
日本人アーティストとしては、SEIKO（松田聖子）やイエロー・マジック・オーケストラのアルバムが同レーベルから発売されたことがある。

## 所属アーティスト
- ハーブ・アルパートとティファナ・ブラス
- チャック・マンジョーネ
- ギャップ・マンジョーネ
- デヴィッド・スピノザ
- ロジャー・ニコルズとザ・スモール・サークル・オブ・フレンズ
- セルジオ・メンデスとブラジル66
- クロディーヌ・ロンジェ
- ザ・サンドパイパーズ
- クリス・モンテス
- バート・バカラック
- ディラード&クラーク
  - ジーン・クラーク
- カーペンターズ
  - カレン・カーペンター
- フライング・ブリトー・ブラザーズ
- ジョー・コッカー
- リタ・クーリッジ
- ポール・ウィリアムズ
- キャプテン&テニール
- ピーター・フランプトン
- ブレンダ・ラッセル
- ポリス
- スティング
- スティクス
- ジョー・ジャクソン
- ブライアン・アダムス（現在はポリドールに移籍）
- スザンヌ・ヴェガ
- ジャネット・ジャクソン
- シェリル・クロウ
- エクストリーム
- ダフィー

## かつての所属アーティスト
- セックス・ピストルズ（EMIから移籍した直後に契約破棄となり、ヴァージン・レコードに移籍。よって、在籍はしたもののA&Mからは1枚もレコードを出していないばかりか、多額の違約金を支払う羽目になった）
- Y&T（1987年にゲフィン・レコードに移籍）
- アンディ・テイラー（英語版）（元デュラン・デュラン。ただし、契約はA&M・UKと交わしている）
- UB40（1989年に米国での配給先をヴァージン・レコード・アメリカに移し、A&Mを通じて発売していた旧作も再発された）
- ヒューマン・リーグ
- シンプル・マインズ（両バンドともUB40と同様に米国の配給権はA&Mが所持していた（A&Mの隣に「Virgin」のロゴがあった）。現在米国盤はヴァージン・レコード・アメリカから発売されている）
- フリー
- クリス・デ・バー
- ストローブス
- モンスター・マグネット
- リック・ウェイクマン
- クインシー・ジョーンズ
- ジョージ・ベンソン
- ニール・ラーセン
- シーウィンド
- マノロ・バドレーナ

## 日本での事業

### 日本での発売元の変遷
洋楽作品のもの
- 1962年 - 1978年：キングレコード
- 1978年 - 1986年：アルファレコード（現：ソニー・ミュージックレーベルズ）
- 1986年 - 1993年：ポニーキャニオン（旧：キャニオン・レコード）
- 1993年 - 現在：ユニバーサルミュージックジャパン（旧：ポリグラム）

### 日本の邦楽レーベルとしてのA&M
2004年7月に、ユニバーサルミュージックジャパンのJ-POPレーベルとして、邦楽制作部門カンパニーの一つでユニバーサルJから分離したユニバーサルシグマ（旧キティMMEの流れを汲む）内に、A&Mレーベルが設置された。
レーベルのCDコードは、2004年のドラマ『東京湾景』オリジナルサウンドトラックの発売以降、2005年11月のKOTOのシングル『What's up』まではUMCAを使用していた。2006年以降は使用されていない。
主な所属アーティスト
- エレファントカシマシ
- 徳永英明
- back number
- the birthday
- 久石譲

etc…
旧所属アーティスト
- 鬼束ちひろ（フォーライフミュージックエンタテイメントへ移籍、その後自身の所属事務所のレーベル「ナポレオン・レコーズ」より作品を発売、2016年にビクターエンタテインメントへ移籍する。邦楽及び日本人として初のA&Mレーベル所属アーティスト）
- 華原朋美（2013年ユニバーサルJに復帰）
- CHAGE and ASKA（2014年メンバーASKAの事件に合わせて契約解除）
- Chara（ソニー・ミュージックエンタテインメントへ復帰〈現：ソニー・ミュージックレーベルズ、レーベルはキューンミュージック〉）
- WaT（2016年解散）
- 矢井田瞳（ヤマハミュージックコミュニケーションズへ移籍）

etc…